# John Augustus Roebling
John Augustus Roebling, nato Johann August Röbling (Mühlhausen, 12 giugno 1806 – New York, 22 luglio 1869), è stato un ingegnere prussiano naturalizzato statunitense. È noto per la progettazione di ponti sospesi e in particolare per il ponte di Brooklyn.

## Biografia
Roebling era il più giovane di quattro figli e fu battezzato nella chiesa luterana Divi Blasii a Mühlhausen. Da ragazzo suonava il clarinetto basso e il corno francese dimostrando subito un grande talento artistico verso disegni e dipinti. Suo padre possedeva un piccolo negozio di tabacchi, ma l'azienda non era sufficiente a fornire sostentamento per tutta la famiglia. Sua sorella Friederike Amalie sposò Carl August Meissner, un povero mercante, e il suo fratello maggiore, Herman Christian Roebling decise di rilevare la rivendita di tabacchi.
In un primo momento Johann frequentò il ginnasio a Mühlhausen e notandone la sua intelligenza sin dalla giovane età, la madre Friederike Dorothea Roebling decise di fargli studiare matematica e scienze a Erfurt con Ephraim Salomon Unger. Iniziò a studiare a Erfurt quando aveva 15 anni e nel 1824 superò l'esame di perito e fece ritorno a casa dove rimase per un anno. Nel 1824 si iscrisse, per due semestri, alla Bauakademie a Berlino, dove studiò architettura e ingegneria con Martin Friedrich Rabe (1765-1856), costruzione di ponti e di fondazioni con Johann Friedrich Dietlein (1782-1837), idraulica con Johann Albert Eytelwein (1764 -1848) e lingue. Prese anche lezioni dal filosofo Hegel. In seguito sviluppò un interesse per la filosofia naturale e molti anni più tardi scrisse un trattato di 1 000 pagine sui suoi concetti dell'universo.
Nel 1825 ottenne un lavoro dal governo a Arnsberg, in Vestfalia, lavorando alla costruzione di strade militari per quattro anni. Durante questo realizzò schizzi di ponti sospesi. Nel 1829 tornò a casa per realizzare la sua tesi finale e prepararsi per l'esame di macchine. Per ragioni sconosciute, non sostenne mai l'esame.
Il 22 maggio 1831, Roebling lasciò la Prussia per gli Stati Uniti con il fratello Carl e Johann Adolphus Etzler, l'utopista tecnologico. L'indipendenza economica e l'avanzamento di carriera erano difficili per gli ingegneri nella società prussiana. Questo stato di cose sfortunato era stato determinato dalle guerre napoleoniche, che durarono fino al 1815. In questo periodo della storia europea la Prussia ebbe una instabilità politica, con governi autoritari. Etzler aveva delle idee sulla creazione di un'utopia negli Stati Uniti, ma sorsero delle controversie, nel corso del viaggio, e il gruppo si divise. John e Carl acquistarono 1 582 acri (6,4 km²) di terra il 28 ottobre 1831, nella contea di Butler, in Pennsylvania, con l'intento di stabilire un insediamento tedesco, chiamato Saxonburg . La maggior parte degli altri coloni rimasero con Etzler. La casa di John Roebling, a Saxonburg, è stata inserita nel Registro Nazionale dei luoghi storici nel 1976.

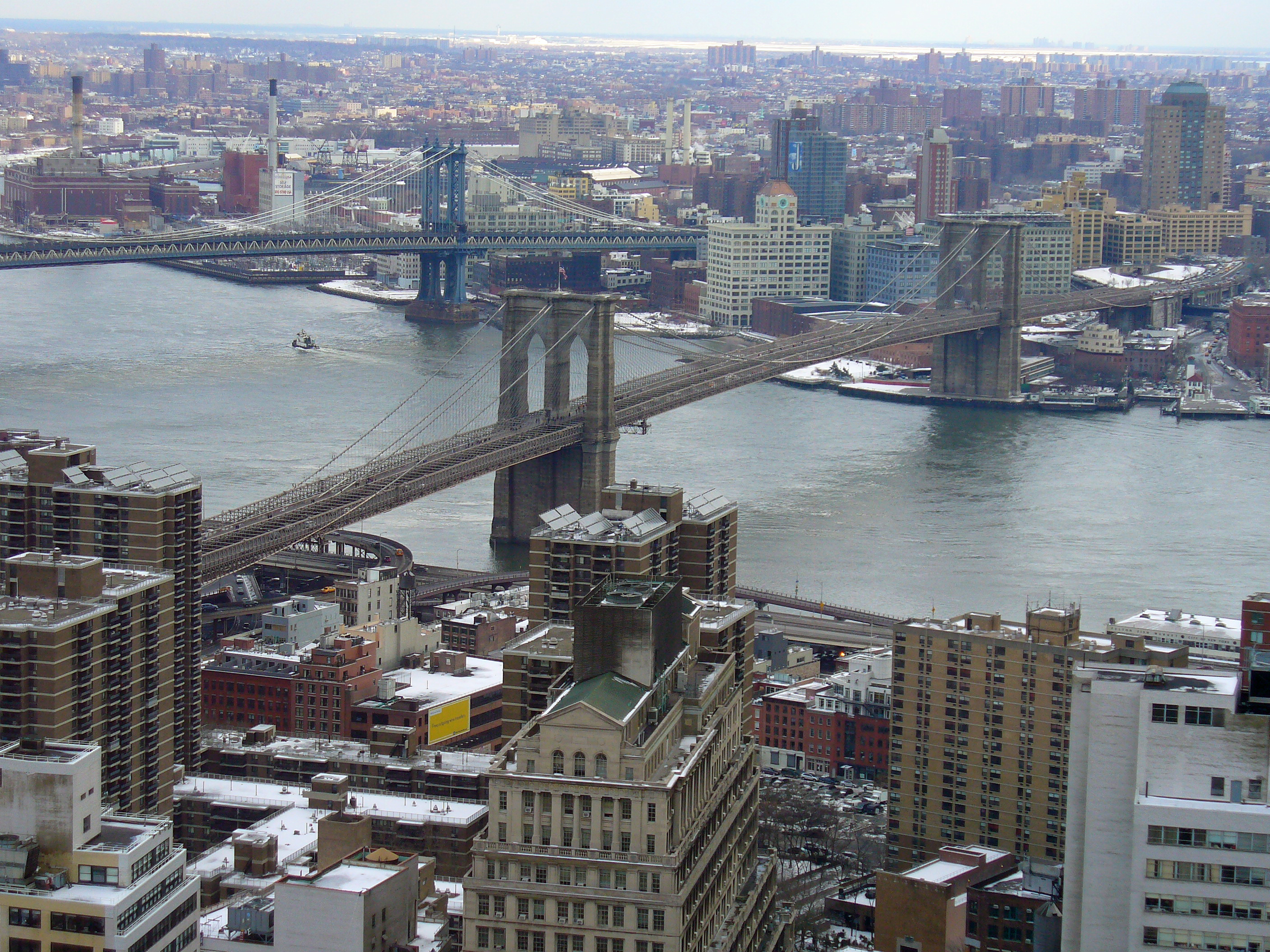
Il ponte di Brooklyn

John Roebling e suo fratello giunsero negli Stati Uniti in un momento delicato. La nazione era alla fine di una fase di boom economico, che si concluse nel panico del 1837. Gli agricoltori ne vennero profondamente colpiti. I trasporti tra centri industriali orientali ed i mercati agricoli di frontiera erano diventati una questione di interesse nazionale e popolare. Molti progetti di trasporto erano in corso vicino alla posizione che aveva scelto per la sua colonia, ma invece di continuare la sua professione di ingegnere, intraprese l’attività agricola. Dopo cinque anni sposò Johanna Herting, figlia di un sarto.
Ma il lavoro nell'agricoltura non si rivelò soddisfacente e la sua azienda attrasse pochi coloni. Nel 1837, dopo la morte del fratello e la nascita del suo primo figlio, tornò alla sua iniziale vocazione per l'ingegneria.
I suoi primi lavori di ingegneria negli Stati Uniti furono dedicati al miglioramento della navigazione fluviale e alla costruzione di canali navigabili. Trascorse poi tre anni al rilevamento per le linee ferroviarie in tutti i monti Allegheny, da Harrisburg a Pittsburgh, per conto dello stato della Pennsylvania. Nel 1840 scrisse al progettista di ponti sospesi, Carlo Ellet, Jr., offrendogli la sua collaborazione per la progettazione di un ponte nei pressi di Philadelphia.

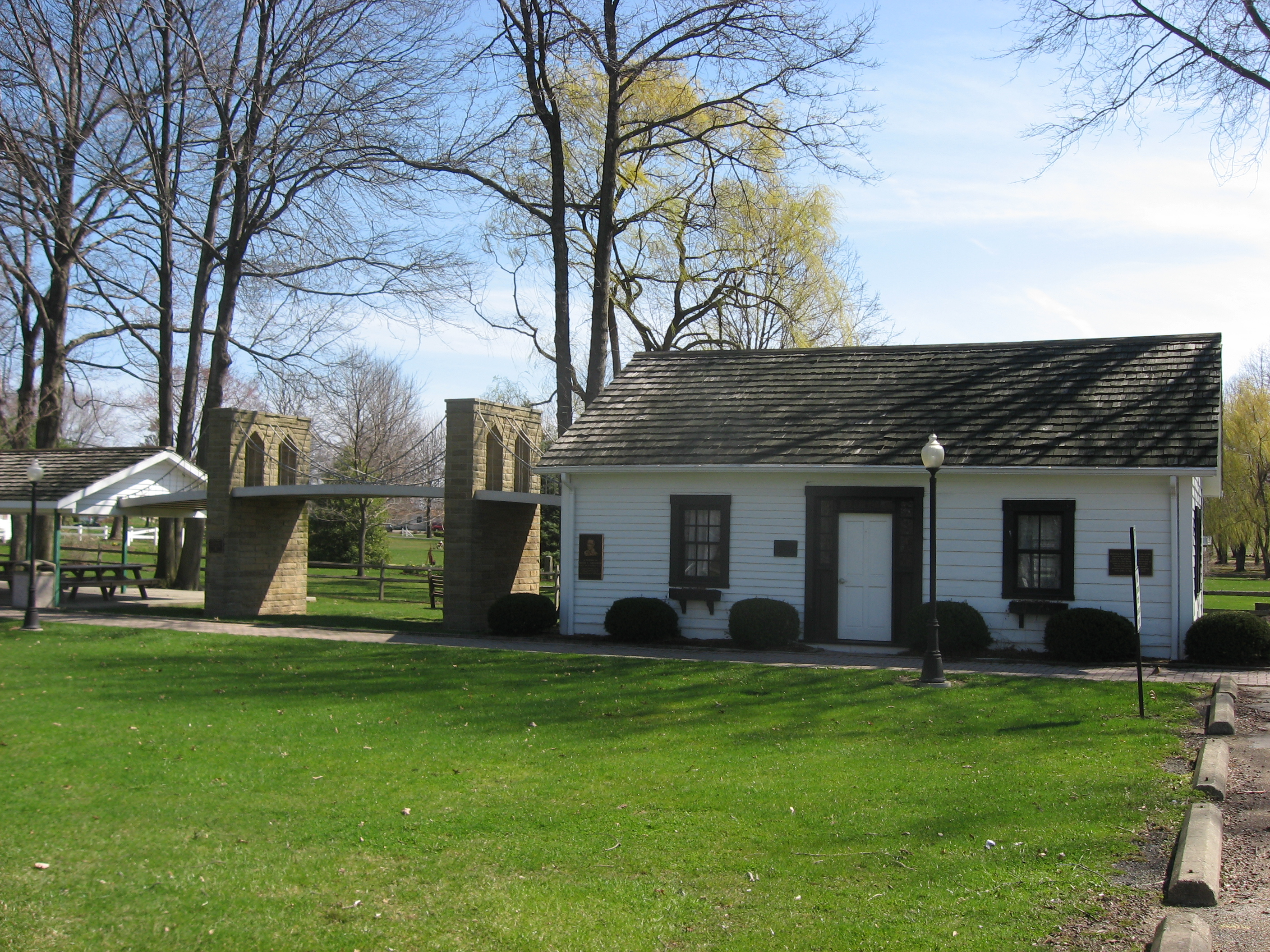
La casa di Roebling a Saxonburg, con accanto una replica del ponte di Brooklyn

Roebling iniziò a produrre funi metalliche a Saxonburg nel 1841. A quel tempo le chiatte di Philadelphia venivano trasportate sul monti Allegheny, con vagoni ferroviari, per essere varate nei corsi d'acqua al di là delle montagne, in modo che potessero raggiungere Pittsburgh. Il sistema ferroviario che scavalcava i Monti Allegheni, superando notevoli pendenze, era di proprietà statale e faceva capo alla ferrovia Allegheny Portage. I vagoni venivano trainati, su e giù per le pendenze, da lunghe corde di canapa, fino a 7 cm di diametro. Le funi di canapa erano costose e dovevano essere sostituite frequentemente. Roebling si ricordò di un articolo che aveva letto sulle funi metalliche. Poco dopo, iniziò lo sviluppo di una fune metallica a sette refoli che costruì nella sua fattoria.
Nel 1844 Roebling vinse una gara d'appalto per sostituire un canale con pareti in legno con un acquedotto attraverso il fiume Allegheny. Il suo progetto prevedeva sette campate di 50 m ciascuna costituita da un tronco di legno, per tenere l'acqua, supportato da un cavo continuo costituito da molti fili paralleli, avvolti strettamente insieme, su ciascun lato del tronco. Questo venne seguito, nel 1845, dalla costruzione di un ponte sospeso sopra il fiume Monongahela a Pittsburgh. Nel 1848 Roebling intraprese la costruzione di quattro acquedotti sospesi sul Delaware e Hudson Canal. Durante questo periodo si trasferì a Trenton, New Jersey. Qui costruì un grande complesso industriale per la produzione di filo d'acciaio.
Il suo progetto successivo, a partire dal 1851, fu un ponte della ferrovia che collega la New York Central Railroad alla Great Western Railway del Canada sul fiume Niagara, che avrebbe preso quattro anni per la sua realizzazione. Il ponte, con una luce libera di 251 m era sostenuto da quattro funi metalliche, del diametro di 25 cm, e aveva due livelli, uno per i veicoli e uno per il traffico ferroviario.
Mentre il ponte sul Niagara era in costruzione, Roebling intraprese la costruzione di un altro ponte ferroviario sospeso attraverso il fiume Kentucky che richiese una luce libera di 373 m. Le torri di ancoraggio, realizzate in pietra, erano pronte e il cavo già fornito insieme al materiale per la sovrastruttura, quando l'azienda ferroviaria divenne insolvente. La costruzione del ponte fu interrotta, e poi il manufatto fu finito come ponte a travatura reticolare.

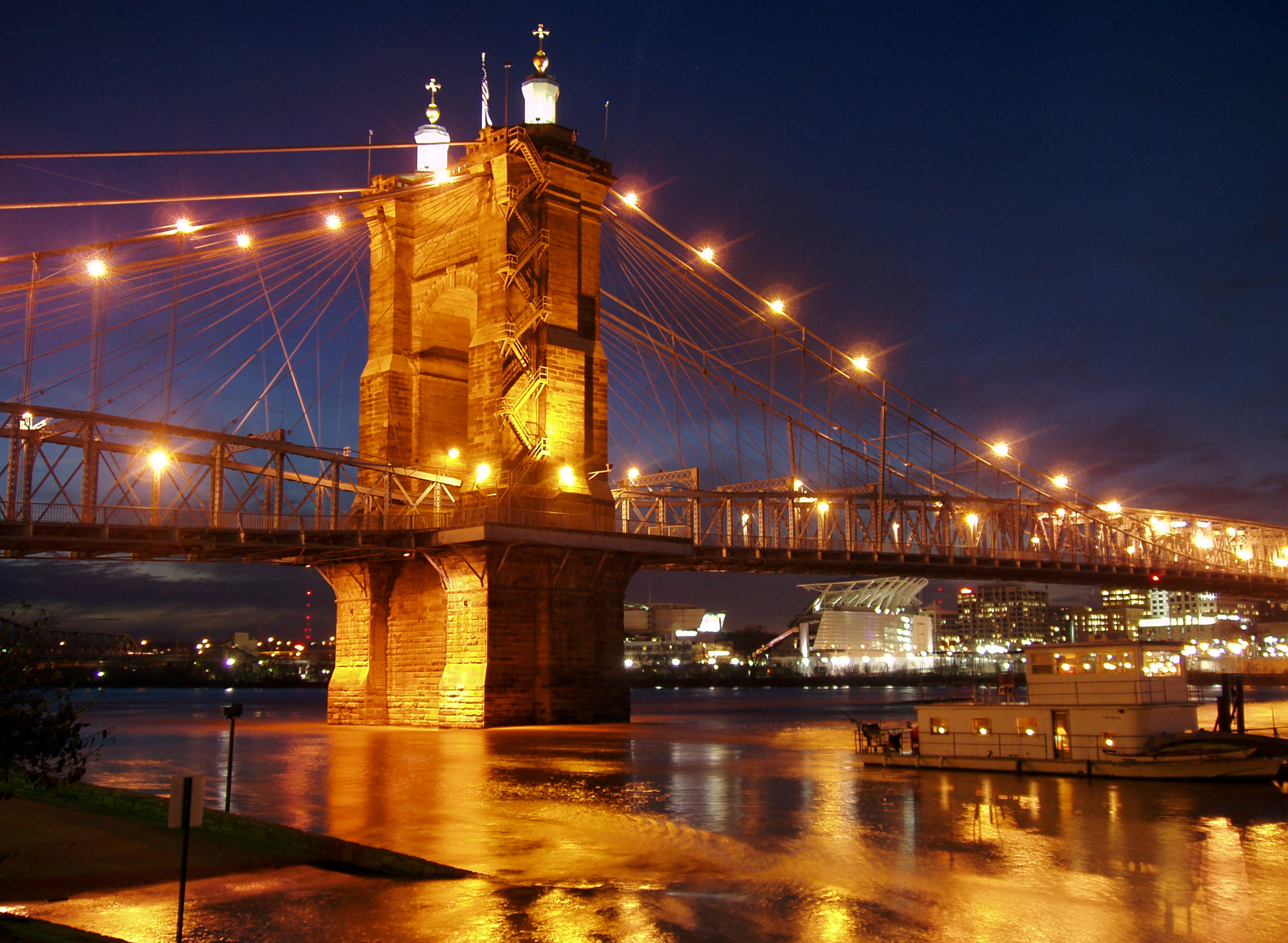
Il Roebling Suspension Bridge, che attraversa il fiume Ohio a Cincinnati, in notturna

Nel 1859 Roebling completò un altro ponte sospeso a Pittsburgh. La sua lunghezza totale era di 314 m ed era costituito da due campate principali di 105 m ciascuna, e da due campate laterali di 52 metri. La guerra civile americana portò alla sospensione temporanea del lavoro di Roebling. Tuttavia, nel 1863, riprese l'attività con la costruzione di un ponte sul fiume Ohio a Cincinnati che aveva iniziato nel 1856 e interrotta a causa del mancato finanziamento. Il ponte venne terminato nel 1867. Il Cincinnati-Covington Bridge, poi ribattezzato John A. Roebling Suspension Bridge, fu il più lungo ponte sospeso al mondo al momento della sua inaugurazione.
Nel 1867 Roebling iniziò a lavorare al progetto di quello che ora è chiamato il ponte di Brooklyn, che attraversa l'East River a New York. Un giorno, nel 1869 mentre era in piedi sul bordo di un molo, lavorando per sistemare la posizione in cui sarebbe stato costruito il ponte, gli venne schiacciato un piede da un traghetto in arrivo. Gli vennero amputate le dita del piede ma egli rifiutò un ulteriore trattamento medico e volle curare il piede con la "terapia dell'acqua" (colata continua di acqua sulla ferita). Le sue condizioni peggiorarono ed egli cedette al tetano 24 giorni dopo l'incidente.

## Famiglia
John Roebling e Johanna Herting ebbero nove figli:
- Washington A. Roebling (n. 1837, m 1926.)
- Laura R. Methfessel (n. 1840, m 1873.)
- Ferdinand W. Roebling (b. 1842, d 1917.)
- Elvira R. Stewart (n. 1844, m 1871.)
- Josephine R. Jarvis (n. 1847)
- Charles Gustavus Roebling (n. 9-dic-1849, m 1918.)
- Edmund Roebling (n. 1854, m 1930.)
- William Roebling (n. 1856, m 1860.)
- Hannah Roebling (morta in tenera età)

Il figlio Washington Roebling e la nuora Emily Warren Roebling continuarono il suo lavoro sul ponte di Brooklyn. Suo figlio Ferdinand ampliò la sua attività nel settore delle funi. Suo figlio Carlo Roebling progettò un'enorme macchina per la fabbricazione delle funi, del peso di 80 tonnellate, e fondò la città di Roebling, New Jersey, dove venne costruita l'acciaieria  John A. Roebling & Figli. Suo nipote Washington A. Roebling morì nel naufragio del RMS Titanic.

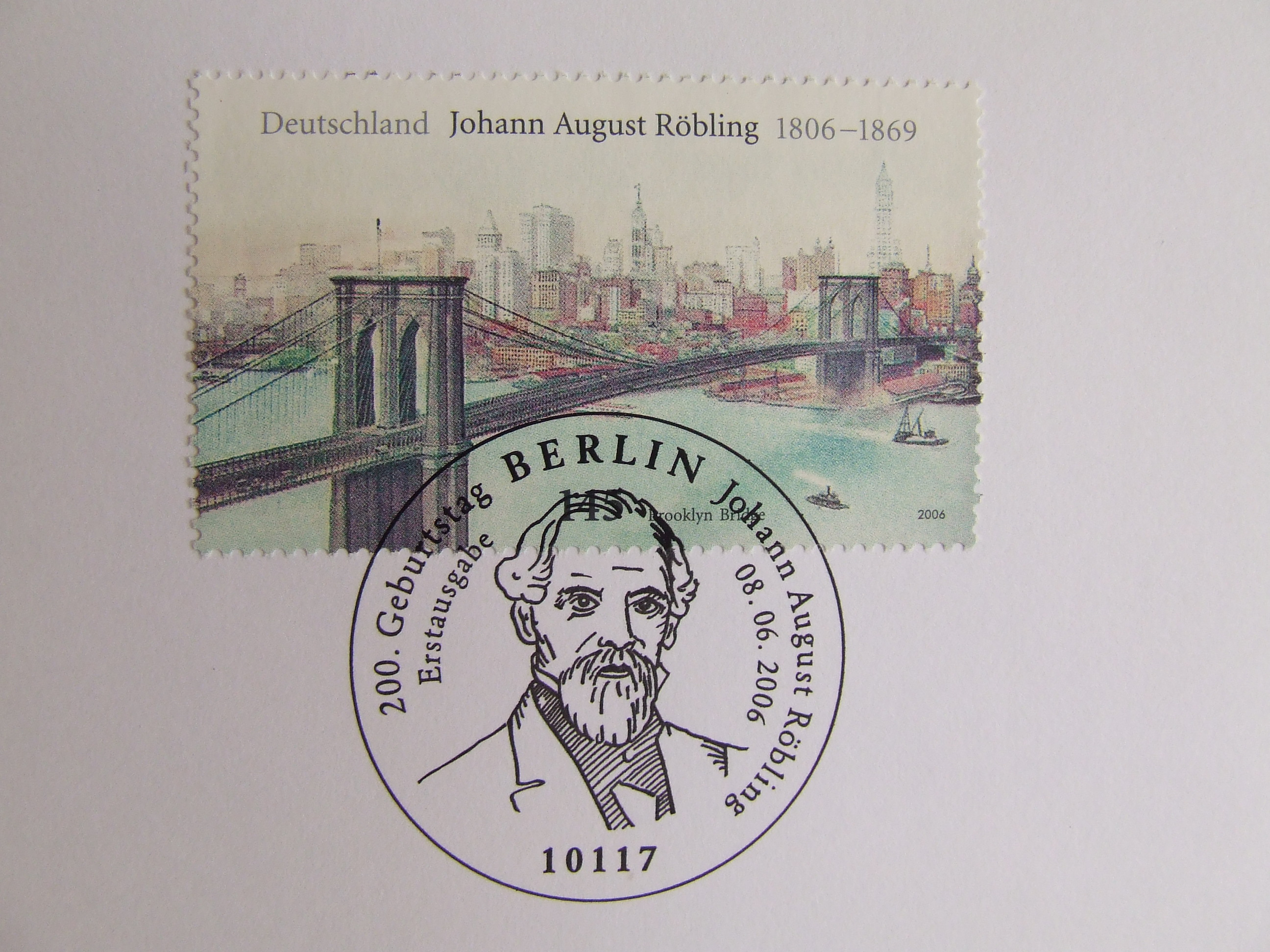
Francobollo commemorativo tedesco del 2006 per il duecentesimo anno dalla nascita di Roebling

## Principali progetti
- 1844 - Ponte-acquedotto sul fiume Allegheny, Pittsburgh; demolito nel 1861
- 1846 - Smithfield Street Bridge, Pittsburgh; sostituito nel 1881-1883
- 1848 - Acquedotto Lackawaxen, che attraversava il fiume Lackawaxen a Lackawaxen, Pennsylvania, non più esistente
- 1849 - Acquedotto Roebling Delaware, che attraversava il fiume Delaware da Lackawaxen, Pennsylvania verso Minisink Ford, New York, convertito ad uso veicolare e pedonale, restaurato nel 1965-1995
- 1850 - Acquedotto High Falls[7]
- 1850 - Acquedotto Neversink, che attraversava il fiume Neversink
- 1854 - Niagara Falls Suspension Bridge, che attraversava il fiume Niagara alle Cascate del Niagara, dallo stato di New York a Niagara Falls, Canada
- 1859 - Ponte sul fiume Allegheny, Pittsburgh, nel punto dove ora si trova il ponte Roberto Clemente
- 1866 - John A. Roebling Suspension Bridge, che attraversava il fiume Ohio da Cincinnati, Ohio a Covington, Kentucky
- 1870 - Waco Suspension Bridge, Waco, Texas
- 1883 - Ponte di Brooklyn, che attraversa l'East River da Manhattan a Brooklyn